# Coda M/M/c
In teoria delle code, una coda M/M/c rappresenta la lunghezza di una coda in un sistema composto da c server, in cui gli arrivi sono determinati da un processo di Poisson e i tempi servizio hanno distribuzione esponenziale di parametro μ. Il nome è dovuto alla Notazione di Kendall. La coda M/M/1 è un suo caso particolare.

## Definizione
Un coda M/M/c è un processo stocastico definito sui numeri naturali, dove il valore ad un tempo fissato corrisponde al numero di utenti nel sistema, inclusi quelli che stanno ricevendo il servizio.
- Gli arrivi sono determinati da un processo di Poisson di intensità λ, e spostano il processo da uno stato i a quello successivo i+1
- I tempi di servizio hanno tutti distribuzione esponenziale di parametro μ
- I server non possono essere occupati da più utenti nello stesso momento. Quando il servizio finisce, l'utente lascia la coda e il processo si sposta dallo stato i al precedente i-1
- Non ci possono essere server fermi se sono presenti utenti in coda
- Non c'è nessun limite al numero di utenti che può contenere il sistema.

Il processo può essere descritto come una catena di Markov a tempo continuo, in particolare da un processo di nascita e morte di parametri:
{\displaystyle \lambda _{k}=\lambda ,\ \forall k}
{\displaystyle \mu _{k}={\begin{cases}k\mu ,&{\mbox{se }}0\leq k\leq c\\c\mu ,&{\mbox{se }}c\leq k\end{cases}}}

## Proprietà
Il processo è stabile solo se λ<cμ. Se in media vi sono più arrivi di quanti il sistema può servirne, la coda crescerà indefinitivamente e non ci sarà equilibrio. Se chiamiamo ρ=λ/cμ, la condizione diventa ρ<1. Imponendo questa condizione, si ha che
- La distribuzione stazionaria del processo è data da

{\displaystyle \pi _{0}=\left[\sum _{k=0}^{c-1}{\frac {(c\rho )^{k}}{k!}}+{\frac {(c\rho )^{c}}{c!}}{\frac {1}{1-\rho }}\right]^{-1}}
{\displaystyle \pi _{k}={\begin{cases}\pi _{0}{\dfrac {(c\rho )^{k}}{k!}},&{\mbox{se }}0\leq k\leq c\\[10pt]\pi _{0}{\dfrac {\rho ^{k}c^{c}}{c!}},&{\mbox{se }}c\leq k\end{cases}}}
- La probabilità di non trovare nessun server libero è data da

{\displaystyle \mathbb {P} (K\geq c)=\pi _{c_{+}}=\sum _{k=c}^{\infty }\pi _{k}={\frac {(c\rho )^{c}}{c!(1-\rho )}}\pi _{0}}
- Il numero medio di utenti nel sistema è

{\displaystyle L_{s}=c\rho +{\frac {\rho }{1-\rho }}\pi _{c_{+}}}
- Il numero medio di utenti in coda è

{\displaystyle L_{q}={\frac {\rho }{1-\rho }}\pi _{c_{+}}}
- Il tempo medio passato da un utente in coda è

{\displaystyle W_{q}={\frac {\rho }{\lambda (1-\rho )}}\pi _{c_{+}}}
- Il tempo medio passato da un utente nel sistema è

{\displaystyle W_{s}={\frac {\rho }{\lambda (1-\rho )}}\pi _{c_{+}}+{\frac {1}{\mu }}}

## Infiniti server
È possibile anche studiare il caso a infiniti server, ovvero la coda M/M/∞. In questo modello ogni utente viene servito appena entra nel sistema, e non vi è quindi alcuna coda. In questo caso il processo di nascita e morte adatto è quello con parametri
{\displaystyle \lambda _{k}=\lambda ,\ \forall k}
{\displaystyle \mu _{k}=k\mu ,\ \forall k}
- La distribuzione stazionaria è una distribuzione di Poisson di parametro λ/μ:

{\displaystyle \pi _{k}={\frac {(\lambda /\mu )^{k}e^{-\lambda /\mu }}{k!}}}
- Il tempo medio passato nella coda è solamente il tempo medio di servizio:

{\displaystyle W_{s}={\frac {1}{\mu }}}
- Il numero medio di utenti nel sistema è

{\displaystyle L_{s}={\frac {\lambda }{\mu }}}